# Tuvia Tenenbom
Tuvia Tenenbom (* 9. září 1957 Bnej Brak, Izrael) je americko-izraelský spisovatel, dramatik, novinář a esejista.

## Život a dílo
Narodil se v Izraeli v rodině rabína. V mladém věku se ale odstěhoval do USA a usadil se v New Yorku. Zde také začal psát divadelní hry a založil židovské divadlo s názvem Jewish Theater of New York. Francouzský deník Le Monde ho označil za zakladatele nové formy židovského divadla. Je také držitelem několika akademických titulů, které získal v oborech matematika, počítačová věda a drama. Absolvoval také rabínské studium v Jeruzalémě.
Kromě toho se věnuje také publicistické činnosti. Přispívá do německého týdeníku Die Zeit, italských novin Corriere della Sera a izraelského deníku Jedi'ot Achronot.
Je také autorem několika knih. Jeho první kniha I Sleep in Hitler's Room popisuje antisemitismus v Německu více než 70 let po druhé světové válce. Druhý literární počin nese název Catch the Jew! a Tuvia Tenenbom zde zkoumá vzájemné soužití Izraelců a Palestinců. Ve své třetí knize Allein unter Amerikanern (česky vyšla jako Všechny jejich lži) se autor zabývá americkou společností před prezidentskými volbami v roce 2016 a ostře v ní kritizuje tzv. politickou korektnost. Jeho dalším dílem se stala kniha Allein unter Flüchtlingen (česky vyšla jako Čau uprchlíci!), v níž se Tenenbom věnuje dopadům uprchlické krize v Německu.
Jeho poslední kniha Krysy jejího veličenstva měla v říjnu roku 2019 světovou premiéru v češtině, protože autorovi se nepodařilo najít britského nakladatele. Tenenbom v ní popisuje společenskou situaci na britských ostrovech po brexitovém referendu.

## Dílo

### Divadelní hry
- The Blue Rope
- The Last Virgin
- One Hundred Gates
- Diary of Adolf Eichmann
- Love Letters to Adolf Hitler
- Like Two Eagles
- The Beggar of Borough Park
- Love in Great Neck
- The American Jew
- The Suicide Bomber
- Mountain Jews
- Kabbalah
- Press #93 for Kosher Jewish Girls in Krakow.
- Father of the Angels
- Saida: A Tunisian Love Story
- The Last Jew in Europe

### Knihy
- Sleep in Hitler’s Room. An American Jew Visits Germany. Jewish Theater of New York, New York 2011
- Catch the Jew! Gefen Publishing House, Jerusalem 2015
- Allein unter Amerikanern. Suhrkamp, Berlin 2016
- Allein unter Flüchtlingen. Suhrkamp, Berlin 2017

#### Česky
- Všechny jejich lži. Zeď, Praha 2017
- Chyťte Žida. Zeď, Praha 2018
- Čau uprchlíci! Zeď, Praha 2018
- Krysy jejího veličenstva. Zeď, Praha 2019
- Spím v Hitlerově pokoji. Zeď, Praha 2020
- Po čem rabíni touží. Zeď, Praha 2022
- Z New Yorku do Brna, Praha 2023
- 7. říjen: Fauda - Izraelská apokalypsa, Praha 2024
- Z Jeruzaléma do Prahy , Praha 2024                           p